# Indicatif régional 602

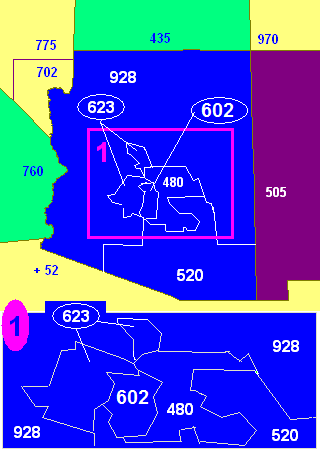
Carte de l'État de l'Arizona avec ses indicatifs régionaux

L'indicatif régional 602 est l'indicatif téléphonique régional qui dessert la plus grande partie de la ville de Phoenix dans l'État de l'Arizona aux États-Unis.
L'indicatif régional 602 fait partie du Plan de numérotation nord-américain.